# Avenida Afonso III
A Avenida Afonso III é uma avenida de Lisboa, localizada na freguesia da Penha de França.
A avenida tem início na estrada de Chelas e fim na parada do Alto de São João.
Foi anteriormente considerada com a designação "via pública no prolongamento da rua Morais Soares entre a parada do Cemitério do Alto de São João e a estrada de Chelas", tendo feito parte da antiga Estrada da Circunvalação de Lisboa. 
A avenida homenageia Afonso III de Portugal, quinto Rei de Portugal.